# Elachista gerasimovi
Elachista gerasimovi is een vlinder uit de familie grasmineermotten (Elachistidae). De wetenschappelijke naam is voor het eerst geldig gepubliceerd in 2000 door Virginijus Sruoga.

## Type
- holotype: "female. 15.VI.1926. leg. A.M. Gerasimov. genitalia slide no VS 166"
- instituut: ZIRAS, St. Petersburg, Rusland.
- typelocatie: "Uzbekistan, Kashkadar'inskaya Oblast (SE Bukhara), Kitab"

## Synoniemen
- Elachista gleichenella Fabricius, 1781 (pro parte)